# Il coraggio di Magda
Il coraggio di Magda (The Courage of Marge O'Doone) è un film muto del 1920 diretto da David Smith. La sceneggiatura di Robert North Bradbury si basa su The Courage of Marge O'Doone, romanzo di James Oliver Curwood, pubblicato a Garden City nel 1918.

## Trama
Un giorno d'inverno, durante uno spostamento, Michael O'Doone, un colono che vive nel Nord-Ovest insieme alla moglie Margaret e alla loro figlioletta Marge, ha un incidente che non gli consente di tornare a casa. La moglie, disperata, credendolo morto, comincia a vaneggiare, fuori di sé dal dolore. In preda al delirio, la donna diventa facile vittima di Buck Tavish, un suo vecchio ammiratore, che approfitta delle condizioni di Margaret per portarla via con sé nella sua baracca insieme alla bambina. Quando la donna ritorna in sé, fugge alla ricerca di Michael, lasciandosi dietro, però, Marge.

Passano gli anni. David Raine cerca una ragazza che ha visto ritratta in una foto. Conosce Rolland, un uomo che, a causa del suo passato infelice, dedica la vita ad aiutare il prossimo. In mezzo ai boschi, David rintraccia finalmente Marge, la ragazza della foto, e la porta nella capanna di Rolland. Si scopre così che Rolland non è altri che lo scomparso O'Doone, il padre di Marge che ritrova, dopo tanti anni, la figlia. Miracolosamente, riappare anche Margaret e la piccola famiglia può finalmente ricongiungersi.

## Produzione
Gran parte del film, prodotto dalla Vitagraph Company of America, venne girato vicino a Truckee, in California.

## Distribuzione
Il copyright del film, richiesto dalla The Vitagraph Co. of America, fu registrato il 1º maggio 1920 con il numero LP15069.
Distribuito dalla Vitagraph, il film uscì nelle sale cinematografiche statunitensi il 30 maggio 1920.
Non si conoscono copie ancora esistenti della pellicola che viene considerata presumibilmente perduta.